# بلانیس د کامپس
بلانیس د کامپس (به اسپانیایی: Bolaños de Campos) یک شهرستان در اسپانیا است که در استان وایادولید واقع شده‌است.